# Danh sách rút gọn
Danh sách rút gọn hoặc danh sách sơ tuyển là danh sách các ứng cử viên đã được đánh giá là phù hợp nhất cho một công việc, cho một giải thưởng, hoặc cho một chức vụ chính trị nào đó. Danh sách này đã được cắt ngắn từ một danh sách dài hơn của vòng loại. Độ dài hay ngắn của danh sách này dĩ nhiên còn tùy thuộc vào từng hoàn cảnh thể loại. Nhiều khi, vì địa vị cao quý của giải thưởng hay chức vụ, lọt vào được danh sách rút gọn của nó thì cũng đã là một điều vinh hạnh rồi. Vả lại, bất cứ ai đó trong danh sách rút gọn này, ngoài cái giải thưởng tối hậu ra, vẫn có thể nhận được một giải thưởng hoặc vị trí nào khác, ở nơi này hay nơi khác.
Báo chí thường hay tuyên bố đại (vô căn cứ) tên của những người mà họ tin là đang có trong danh sách rút gọn. Các nhân viên trong cuộc cũng có thể âm thầm tiết lộ tên của ứng cử viên nằm trong danh sách rút gọn, nhằm thăm dò phản ứng của dư luận.
Theo thông lệ, các danh sách rút gọn thường được tiết lộ công khai, và các thành viên nổi bật nhất trong danh sách này, thường được cho là những người đã cạnh tranh tốt trong các cuộc thi sơ bộ và họp kín. Mặc dù việc được tiết lộ công khai như vậy có thể được coi là một vinh dự, nhưng nó cũng có thể gây hại cho sự nghiệp chính trị mai sau nếu một ứng viên nào đó thường xuyên lọt vào danh sách rút gọn, nhưng lại không bao giờ được bầu chọn đoạt giải.